# Escrita Mwangwego
A escrita Mwangwego é um abugida desenvolvido para uso em línguas do Malawi tais como Chibemba, Chichewa, Chilambya, Chilomwe, Chimambwe, Chindali, Chingoni, Chinyiha, Chinyika, Chisena, Chisenga, Chisukwa, Chitonga, Chitumbuka, Chiyao, Kinyakyusa, Kyangonde.

## História
Seu criador foi Nolence Mwangwego que a desenvolveu num trabalho iniciado em 1979, a apresentou em 10 de novembro de 1997, tendo concluído os trabalhos em 2003. Ele visitara a França em 1977 e estudara sobre possíveis escritas dos povos do Malawi que seriam anteriores à  chegada dos europeus.. Sua atenção foi despertada pela existência nas línguas  Chichewa e Kyandande de palavras para o verbo “escrever”.
Após modificações, simplificações e redefinições, a escrita começou a ser ensinada a algumas pessoas e a ser usada em publicações diversas. Foi criado em clube Mwangwego para esse aprendizado e, conforme Nolence Mwangwego, havia em janeiro de 2012 cerca de 400 pessoas usando tal escrita e muitos aprendendo.

## Características
A escrita Mwangwego é um silabário (abugida) escrito da esquerda para a direita composto de 170 símbolos fonéticos originados de 34 sons básicos combinados cada um com os sons vogais A, E, I, O, U. Esses 34 sons básicos são:
- a vogal A
- todas as consoantes do alfabeto latino, exceto o “C” isolado.
- o som IPA ʒ (fricativa palatoalveolar sonora)
- os sons representáveis (transliteração para alfabeto latino) por Ch, Gh, Sh, Ny, Ts, Os, Dz, Dhl, Hl, Th

Há ainda 11 símbolos adicionais para uso específico em algumas línguas do Malawi.

## Utilização  atual
Acerca da crescente utilização da escrita em Malawi, o Ministro da Juventude, Esporte e Cultura, o Sr. Kamangadazi Chambalo, declarou: "A escrita Mwangwego é em si própria histórica na sua criação. Independente de como seja recebida pelo público por toda a nação, a mesma irá para os anais de nossa história como uma notável criação." Até esse presente momento, somente um livro foi impresso na escrita Mwangwego, “ A Malawi Tili Pati”, obra de Nolence Mwangwego, escrita em Chichewa. 

A primeira pessoa a aprender essa escrita foi Mwandipa Chimaliro'. Outros dez estudantes aprenderam a escrita e passaram a ensinar a mesma. Em 2007 cerca de dez mil estudantes de Mwangwego formaram o “Clube  Mwangwego”, que foi aberto para para reunir os interessados no assunto.

## Nolence Mwangwego
Nolence Moses Mwangwego é um linguísta malauiano nascido no Distrito de Mwinilunga em julho de 1951, tendo vivido na vila de Yaphet Mwakasungula,Chefe Supremo Kyungu, no Distrito de Karonga. Instalalara-se, no final de 1997, na vila do líder Yaphet Mwakasungula IV. Ele fala chichewa, tumbuka, quiangonde, inglês, francês e português. Presentemente trabalha como professor de Francês no “Centro de Cultura Francesa de Blantyre. É casado com Ellen Kalobekamo e tem quatro filhos.